# William Golding
Sir William Gerald Golding, CBE (Newquay, 19 de setembro de 1911 – Perranarworthal,  19 de junho de 1993) foi um escritor,  novelista, dramaturgo e poeta inglês, autor do best-seller O Senhor das Moscas, de 1954, membro da Royal Society of Literature e vencedor do Prêmio Nobel de Literatura de 1983. Em 2008, foi eleito pela revista The Times o terceiro entre os "cem maiores escritores britânicos desde 1945".

## Biografia
William Golding nasceu na Inglaterra em 19 de setembro de 1911, na cidade de Santus Columb Minor.
Filho de um professor, estudou ciências naturais em Oxford e serviu na marinha britânica na Segunda Guerra Mundial. Sobre essa experiência, diria: "Qualquer pessoa que tenha passado por esses acontecimentos terríveis sem entender que o homem produz o mal como a abelha produz o mel estava cega ou louca".
Morreu em 19 de julho de 1993 em Perranarworthal, por insuficiência cardíaca.

## Obras
William publicou seu primeiro livro e grande sucesso "O Senhor das Moscas" em 1954. Nessa obra o autor contesta a teoria do "bom selvagem" de Rousseau.
Principais obras:
- Poems, 1934
- Lord of the Flies, 1954 (O Senhor das Moscas)
- The Inheritors, 1955 (Os Herdeiros)
- Pincher Martin, 1956
- The Brass Butterfly, 1958 (A borboleta de bronze)
- Free-fall, 1959
- The Spire, 1964 (A espiral)
- The Hot Gates, 1965
- The Scorpion God, 1971 (O Deus-Escorpião)
- Darkness Visible, 1979 (Visível Escuridão)
- A Moving Target, 1982
- The Paper Men, 1984 (Homens de Papel)
- An Egyptian Journal, 1985
- Trilogia To The Ends of the Earth - Rites of Passage, 1980 (Ritos de Passagem), Close Quarters, 1987 (Confinados), e Fire Down Below, 1989

## Características literárias

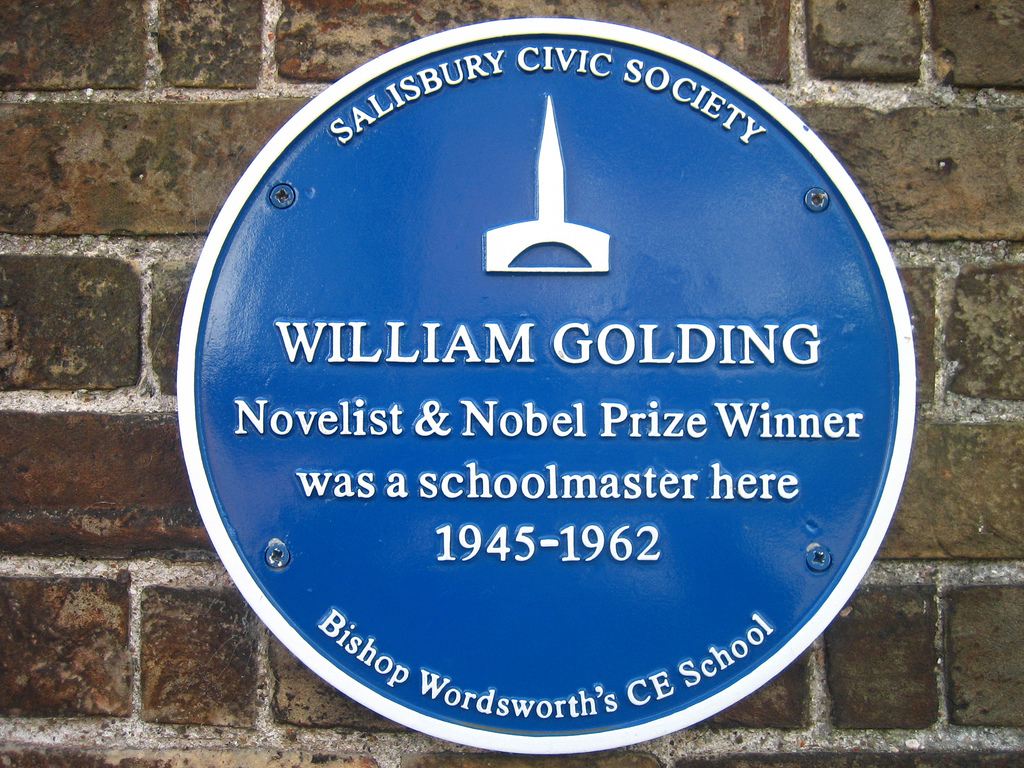
Placa comemorativa no colégio onde foi professor

Seus romances são fábulas sobre o mal, e sondam o abismo entre o mundo da ciência/razão e o mundo da verdade espiritual. Apresentava uma visão "verde" da natureza, como um ecossistema renovável, sob a ameaça sempre presente do homem.